# Castbergske barnelover
Als Castbergske barnelover (deutsch Castbergische Kindergesetze) werden sechs norwegische Gesetze bezeichnet, die im April 1915 verabschiedet wurden. Sie bildeten die Basis für die Gleichbehandlung von unehelichen und ehelichen Kindern und wurden nach dem Politiker Johan Castberg benannt, der sie gemeinsam mit der Frauenrechtsaktivistin Katti Anker Møller entwickelte. Die Gesetze gehörten zu den fortschrittlichsten in ganz Europa.

## Inhalt
Die Castbergske barnelover bestanden aus sechs verschiedenen Gesetzen:
- Lov om forandringer om adgang til opløsning av egteskap (deutsch Gesetz über die Veränderung des Zugangs zur Eheauflösung)
- Lov om forsorg for barn (deutsch Gesetz über die Fürsorge für Kinder): In diesem Gesetz wurde geregelt, dass arme Frauen vor und nach der Geburt den Anspruch auf finanzielle Unterstützung von ihrer Aufenthaltskommune haben. Es sollte gesichert werden, dass jede Frau die finanziellen Mittel hat, um ihr Baby in den ersten drei Monaten bei sich behalten zu können. Der Staat konnte dazu das Geld vom Vater unehelicher Kinder einziehen, wodurch es für diese schwieriger wurde, sich ihren Verpflichtungen zu entziehen. Zuvor mussten die Frauen noch selbst dafür sorgen, dass sie die Zahlungen erhielten.[1]
- Lov om barn, hvis forældre ikke har indgadt egteskap med hverandre (deutsch Gesetz über Kinder, falls die Eltern keine Ehe miteinander eingegangen sind): Mit diesem Gesetz wurden eheliche und uneheliche Kinder juristisch gleichgestellt.
- Lov om forandringer i arveloven (deutsch Gesetz über Veränderungen im Erbrecht): Hier wurde geregelt, dass uneheliche Kinder auch im Erbrecht wie eheliche Kinder zu behandeln sind.
- Lov om forandringer i formuesforhold mellom ektefeller (deutsch Gesetz über Veränderungen im Vermögensverhältnis zwischen Ehepartnern): In diesem Gesetz wurde geregelt, dass in einer Ehe die Möglichkeit auf Gütertrennung besteht, wenn einer der beiden Partner ein uneheliches Kind hat und somit nur von einem der beiden Elternteile erben kann.
- Lov om forældre og egtebarn (deutsch Gesetz über Eltern und eheliche Kinder): In diesem Gesetz wurde festgelegt, dass beide Elternteile die Pflicht haben, sich an der Versorgung der Kinder zu beteiligen.

## Geschichte

### Hintergrund
Ende des 19. Jahrhunderts wurde als ein Problem erkannt, dass uneheliche Kinder viel häufiger in jungen Jahren sterben als Kinder, die in einer Ehe geboren wurde. Als einer der Gründe dafür galt, dass sich alleinstehende Mütter nicht ausreichend um die Kinder kümmern konnten, wenn sie gleichzeitig für die finanzielle Versorgung sorgen musste. Daraus entstand der Wunsch, unehelichen Kindern mehr Rechte zu geben.
Im Jahr 1892 wurde ein Gesetz verabschiedet, das die Väter von unehelichen Kindern stärker an der Versorgung der Kinder beteiligen sollte. Die Frauen musste jedoch selbst dafür sorgen, dass die Väter ihre Pflichten einhielten, weshalb das Gesetz keine größeren Effekte zeigte.

### Debatte
Die Tatsache, dass man uneheliche Kinder und ihre Mütter finanziell unterstützen wollte, war insgesamt wenig umstritten. Zu größeren Diskussionen führte hingegen die Gesetze, die das Erbrecht an die Situation anpassen sollten. Einerseits sollte das Vermögen auch an uneheliche Kinder vererbt werden, andererseits sollte auch der Name des Vaters an das Kind übergehen.
Diese Passage über das Erbrecht war unter anderem auch in Teilen der Frauenrechtsaktivistinnen der Zeit umstritten, weshalb es dort zu einer Spaltung kam. Die Gegner befürchteten unter anderem, dass die Ehe auf lange Sicht dadurch untergraben werden würde und somit das Fundament der Gesellschaft zerbräche. Bekannte Aktivistinnen wie Randi Blehr und Gina Krog unterstützten hingegen alle Gesetze.

### Entwicklung der Gesetze
Der radikale Venstre-Politiker Johan Castberg, der im Jahr 1900 ins Nationalparlament Storting eingezogen war, schlug ab 1901 verschiedene Gesetze vor, um die bereits bestehenden auszuweiten. Castberg wurde dabei von verschiedenen Seiten unterstützt, als eine seiner wichtigsten Unterstützerinnen galt seine Schwägerin und Frauenrechtsaktivistin Katti Anker Møller. Er bezeichnete sie später als die „Mutter der Kindergesetze“ (norwegisch: barnelovenes mor). Das Thema wurde schließlich an das statistische Amt Statistisk sentralbyrå weitergeleitet, welches 1907 einen Bericht über die Situation der unehelichen Kinder im Land vorlegte. Dort wurde unter anderem dargelegt, in welchen Landesteilen es die meisten unehelichen Kinder gab und die hohe Kindersterblichkeitsrate untersucht.
Ein Vorschlag Castbergs aus dessen Zeit als Justizminister im Jahr 1909 wurde im Parlament Storting jedoch aufgrund des bald folgenden Regierungswechsels nicht behandelt. Im Jahr 1912 schlug der neue Justizminister Frederik Stang der konservativen Høyre eine abgeschwächte Version der Gesetze vor, diese wurden aber ebenfalls nicht umgesetzt. Nach einem erneuten Regierungswechsel wurde Castberg zum ersten Sozialminister der Geschichte Norwegens ernannt und er legte nun erneut einen Vorschlag für die Kindergesetze vor, die nun auch im Parlament behandelt wurden. Am 10. April 1915 verabschiedeten die Abgeordneten den Gesetzesvorschlag, wobei die Politiker der Høyre und Teile der Venstre sich gegen die Neuerungen aussprachen. Für den Vorschlag stimmten die Abgeordneten der Arbeiderpartiet und der radikalere Flügel der Venstre. Castberg selbst erklärte, dass der Tag der Verabschiedung der Gesetze als ein „ehrenvoller Tag in die Geschichte dieser Versammlung“ eingehen werde.
Die Gesetze hatten schließlich bis in die 1950er-Jahre bestand, als sie im Rahmen einer Überarbeitung aufgehoben wurden.

## Welterbe
Im Jahr 2015, also 100 Jahre nachdem sie verabschiedet wurden, wurde im Nationalparlament Storting ein Seminar über die Gesetze, Johan Castberg und Katti Anker Møller veranstaltet. Daraufhin fragte das Archiv des Parlaments im Jahr 2016 bei Weltdokumentenerbe der UNESCO an, ob die Dokumente dort aufgenommen werden könnten. Dieses Gesuch wurde im Jahr 2017 bewilligt und die um die Gesetze angesammelten Dokumente Teil des Archivs.